# Polno pozitivna matrika
Polno pozitivna matrika je kvadratna matrika, ki ima pozitivno determinanto. 